# Granatiere

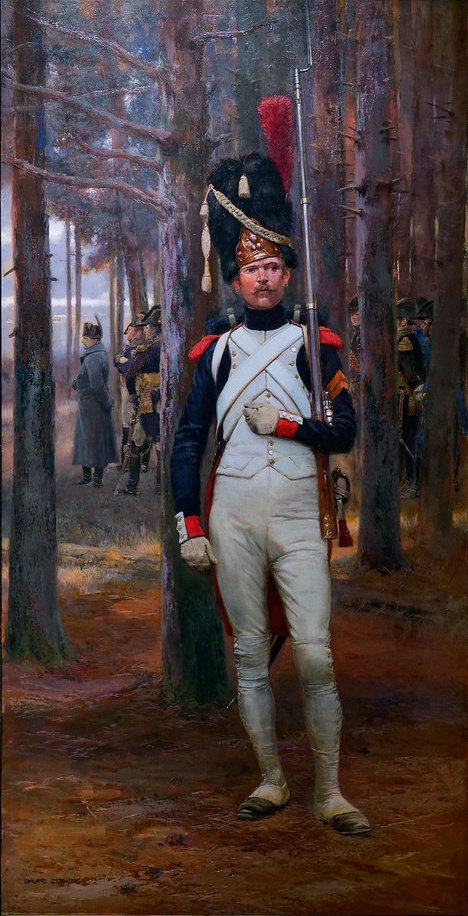
Édouard Detaille, Granatiere della Vecchia Guardia, 1813

Il granatiere è stato una figura di militare specializzato di fanteria degli eserciti tra la fine del XVII secolo e gli inizi del XIX secolo, il cui ruolo era di condurre l'attacco nelle operazioni di assedio ed in generale di assalto.
Veniva selezionato fra i soggetti più alti e robusti perché doveva lanciare il più lontano possibile la propria arma caratteristica, la granata, antesignana della bomba a mano.

## Storia
I primi riferimenti a soldati specializzati nel lanciare granate provengono dall'Austria e dalla Spagna. Compaiono riferimenti anche in Inghilterra all'epoca della guerra civile inglese. Comunque fu re Luigi XIV di Francia a rendere ufficiale la figura del soldato granatiere durante la sua riforma dell'esercito alla fine del XVII secolo. Secondo Rene Chartrand, il tenente colonnello Jean Martinet introdusse l'idea di avere soldati specializzati nel lancio di granate nel Régiment du Roi nel 1667.
In Piemonte, furono creati soldati chiamati ufficialmente granatieri e se ne ebbero inizialmente quattro per ogni compagnia di fanteria. Successivamente furono riuniti in reparto a sé, che fu anche detto compagnia granatieri. Così nel 1685, in Piemonte, vennero formati in una compagnia per reggimento, comandata da un capitano; soltanto nel reggimento Guardie essi rimasero divisi fra le compagnie, riunendosi occasionalmente. Tale ordinamento divenne stabile nel 1713. Oltre il normale armamento della fanteria, avevano anche una scure ed una gibassiera per mettervi le granate. Le compagnie granatieri sostituirono i drappelli di enfants perdus sino allora impiegati e formati da soldati arditi i quali avevano cominciato ad adoperare anch'essi granate a mano negli assalti.
I granatieri rimasero ordinati per compagnia sino al 1816, e quando il reggimento Guardie prese il nome di Granatieri ogni battaglione di fanteria continuò ad avere la compagnia guardie, le quali furono soppresse nel 1849. Nel 1859 furono costituiti i reggimenti Guardie di Lombardia; nel 1861 i Granatieri di Napoli; nel 1862 Granatieri di Toscana: essi furono sciolti nel 1871 passando rispettivamente a costituire le brigate: Lombardia, Napoli e Toscana.
Le prime granate erano piccole sfere riempite con polvere nera con l'innesco formato da una miccia a lenta combustione. Il granatiere doveva essere alto e forte per poter scagliare il pesante oggetto abbastanza lontano da non ferire sé stesso o i suoi camerati ed abbastanza disciplinato da stare nelle prime linee, accendere la miccia, attendere e lanciarla al momento appropriato in modo da minimizzare la possibilità che il nemico potesse rilanciarla indietro. Con il passare del tempo i reggimenti di granatieri vennero ad essere considerati d'élite.
Col tempo, per sottolineare l'imponenza di questi soldati, spesso adibiti a primo reparto delle guardie del corpo dei sovrani, l'uniforme fu arricchita da mitrie, gradualmente sostituite da alti colbacchi. Il simbolo distintivo della granata fiammeggiante, da quel momento fu utilizzato in molti eserciti come emblema o parte di esso dei vari reggimenti costituenti l'esercito, soprattutto quelli di più antica tradizione ed istituzione.
L'uso della granata declinò significativamente nel XIX secolo, un fatto da attribuire alla maggiore efficacia delle tattiche di combattimento di linea delle fanterie ed allo sviluppo tecnologico delle armi da fuoco; comunque il bisogno di avere delle truppe d'assalto d'élite rimase ed i granatieri esistenti vennero usati per tale scopo. Il termine granatiere venne mantenuto o adottato da diverse unità di fanteria d'élite, come la Guardia imperiale di Napoleone, i Granatieri di Potsdam, i Granatieri di Sardegna, il reggimento delle Guardie del Corpo dell'Impero russo, il 101º Granatieri del Regno Unito.
Nell'esercito della Germania nazista, lo Heer prevedeva che la sua fanteria motorizzata prima e meccanizzata poi venisse ridefinita panzergrenadier, visto che le unità erano di qualità superiore alle normali divisioni di fanteria; verso la fine della seconda guerra mondiale il termine granadier venne accostato anche alla parola volks (del popolo) ad indicare con scopo puramente propagandistico alcune unità formate con personale poco addestrato ed equipaggiato in maniera sommaria; come esempio, la 19. Grenadier-Division, poi rinominata 19. Volksgrenadier-Division nel 1944.
Attualmente i reparti di granatieri mantengono questa denominazione solo per motivi di tradizione e sono di fatto indistinguibili da altre unità di fanteria, specialmente considerando che la bomba a mano, il lanciarazzi ed altri tipi di armi esplosive sono diventate equipaggiamento standard della fanteria.

## In Italia

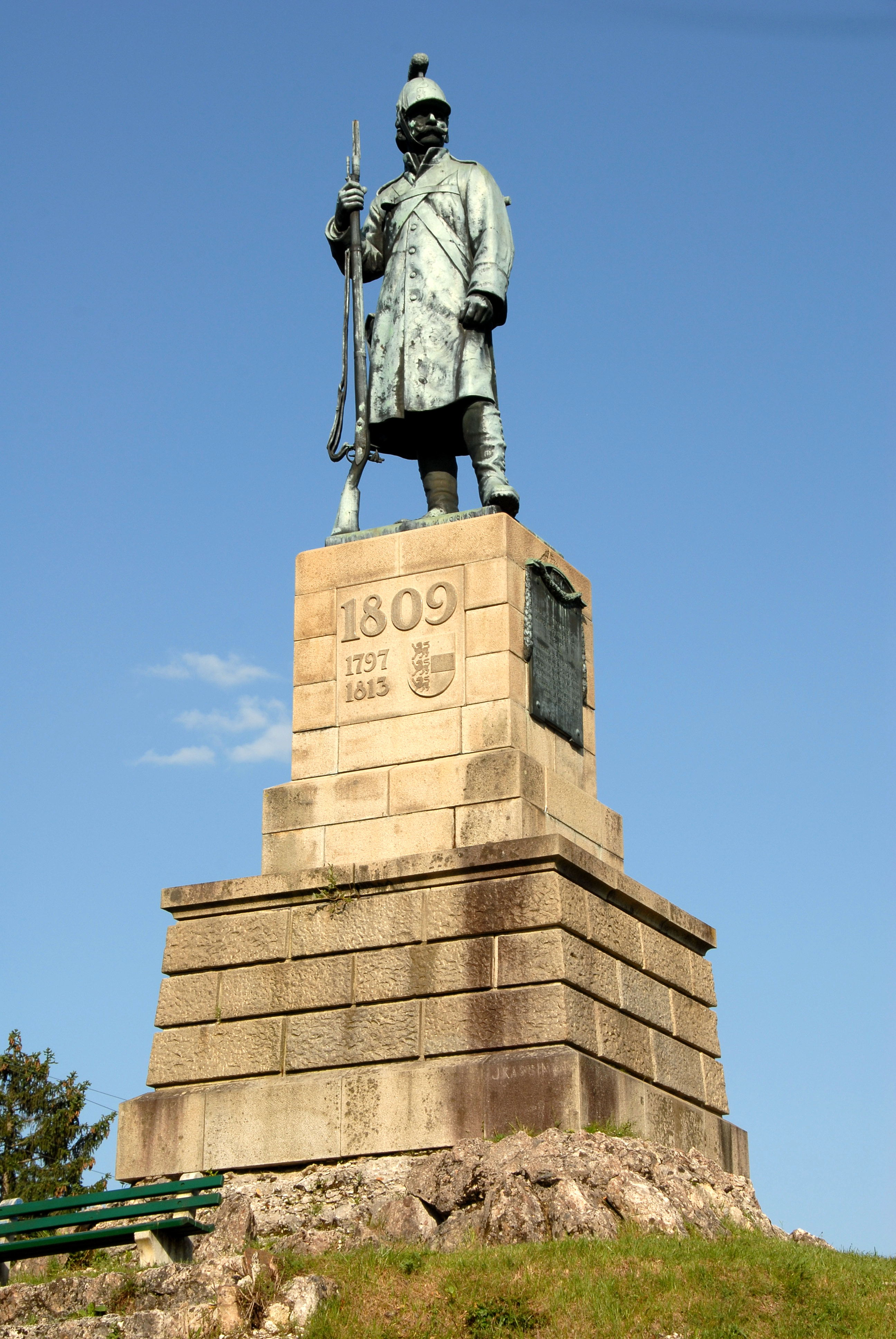
Monumento al granatiere austriaco

In Italia i soli reparti di granatieri sono il 1º Reggimento "Granatieri di Sardegna" e il 2º Reggimento "Granatieri di Sardegna", inquadrati nella "Brigata meccanizzata "Granatieri di Sardegna". 
Fino al 2004, anno in cui venne sospesa la leva militare, l'altezza minima per accedere al corpo dei Granatieri di Sardegna era 190 cm, requisito che è stato ridotto a 180 cm (185 cm per gli Ufficiali) per necessità strettamente connesse all'ergonomia nell'uso dei mezzi militari da combattimento.